# La Schismatrice
La Schismatrice (titre original : Schismatrix) est un roman de science-fiction de Bruce Sterling publié en 1985.

## Genre
Ce roman s'inscrit dans le mouvement cyberpunk, né au début des années 1980 avec William Gibson et son roman Neuromancien (1984). On peut même considérer que c'est un des romans fondateurs du mouvement. En effet, bien que s’inscrivant dans un univers qui peut évoquer le space opera, on retrouve de nombreuses thématiques propres au cyberpunk : dystopie, modifications cybernétiques, eugénisme, intelligence artificielle, multinationales, etc.

## Résumé
Au XXIIIe siècle, alors que l'humanité a réussi à coloniser l'espace, Abélard Lindsay est un jeune aristocrate formé aux dernières techniques de la diplomatie Morpho et promis à un brillant avenir. Mais la planète qu'il habite est dirigée par une oligarchie vieillissante qui voit d'un mauvais œil ses idées rebelles. Abélard est expulsé et déporté à vie sur une planète-prison. Pour survivre dans ce monde sans pitié, il exploite ses talents pour conquérir les faveurs des puissants et crée une troupe de théâtre dont le succès dépasse rapidement les petites frontières de ce monde hostile. Abélard se retrouve alors au cœur de la lutte fratricide entre les Morphos, adeptes d'une humanité génétiquement modifiée, et les Mécas, qui ont choisi la voie des machines. Mais l'issue se trouve peut-être dans le retour aux racines de la vie...

## Principaux personnages
- Abélard Malcolm Tyler Lindsay: Personnage principal. Né dans la société mécaniciste, mais de tendance préservationiste, Lindsay est le produit d’un entrainement diplomatique expérimental, non planifié. Il a développé des capacités en manipulation. Son ambition et son inhabituelle aptitude à la survie en font un pivot central du roman
- Alexandrina: La première femme de Lindsay. C’est une aristocrate mécaniciste, beaucoup plus vieille que son mari.
- Kitsouné: Au début de l’intrigue, dirigeante secrète de la banque Geisha & Geisha. Elle devient un écosystème à part entière, recouvrant l’intégralité d’une station spatiale avec sa peau et ses autres organes.
- Nora Mavridès: Deuxième femme de Lindsay.  Elle est profondément engagée dans la cause formationniste, au point qu’elle se sacrifie pour elle quand la situation devient désespérée.
- Philip Khouri Constantine: Ancien ami de Lindsay. Il devient obsédé par le pouvoir et essaie d’augmenter l’influence des formationnistes par des moyens radicaux. C'est la Némésis de Lindsay
- Véra Constantine: sœur formationniste de Philip Constantine, clonée grâce au matériel génétique extrait du cadavre de Vera Kelland.
- Véra Kelland: Aristocrate, entrainée avec Lindsay et Constantine. Elle se suicide pour défier les élites vieillissantes et mécanicistes de la République corporatiste circumlunaire de Mare Serenitatis.

## Espèces dansLa Schismatrice
- Humanité: Il ne reste plus grand chose de l'Humanité sur Terre. Ceux qui colonisent le système solaire ont évolué en utilisant des technologies d'augmentation cybernétique ou d'ingénierie génétique à un niveau tel qu'on peut parler de plusieurs "espèces" humaines.
- Les Investisseurs : espèce extraterrestre massive, d'apparence reptilienne. Ce sont des commerçants interstellaires cyniques, qui gardent jalousement les secrets des voyages interstellaires. Ils font payer grassement ces voyages ainsi que les technologies hyper-avancées développées par les 19 espèces extraterrestres connues. Abélard est considéré comme un "ami" des Investisseurs.